# Аутобиографија
Аутобиографија је биографија која се пише у првом лицу.
Посебан облик аутобиографије су мемоари, где се нагласак не ставља на чињенице колико на успомене, сећања и емоције.